# Самсон (поема)
«Самсо́н» — поема Лесі Українки.

## Прижиттєві видання
- Вперше надруковано у журналі «Зоря», Львів, 1892, № 10, стор. 186 — 189.
- Поема увійшла до збірки «На крилах пісень», 1893, стор. 57 — 65.

Автограф не знайдено. Між текстом першодруку, збірки «На крилах пісень» (1893) та збірки вибраних творів (1904) істотних відмінностей немає.